# Pseudoagnara wraniki
Pseudoagnara wraniki es una especie de crustáceo isópodo terrestre de la familia Agnaridae.

## Distribución geográfica
Es endémica de Socotra.